# ズビョズドチュカ
ズビョズドチュカ (ロシア語: Звёздочка)は、ロシア連邦サハ共和国ウスチ＝マヤ地区にある都市型集落。ユドマ川のほとりに位置する。人口は372人（2017年）。

## 歴史
1961年、設立。1987年、都市型集落となる。